# Крупська Діна Валеріївна
Діна Валеріївна Крупська (рос. Дина Валерьевна Крупская, англ. Dina Krupska; нар.3 листопада 1966 р., м. Москва) — поетеса, перекладачка, редакторка дитячої літератури друкуючої журнал «Кукумбер» і автор ідеї його створення (разом з Віктором Меньшовим), лауреат Премії ім. Корнія Чуковського, власник і лауреат інших премій і конкурсів (поетичний конкурс «Осяяння», літературна премія «Золоте перо Русі», премія журналу «Кільце А» та ін.). Багато років «Кукумбер», зобов'язаний своїм існуванням Діні Крупській, поєднує на своїх сторінках найкращих російськомовних поетів і письменників із усього світу.

## Біографія
- У 1966 р. — народилася.
- У 1994 р. — закінчила Літературному інституті імені Горького, відділення поезії.
- З 2000 р. — редактор журналу «Кукумбер».
- У 2006 р. — у Національному інституті здоров'я одержала диплом у програмі «Традиційні східні системи оздоровлення».
- У 2010 р. — стала лауреатом Премії ім. Корнія Чуковського у номінації «За плідну діяльність, що стимулює інтерес дітей до читання вітчизняної дитячої літератури». Член Союзу письменників Москви. Володіє англійським і китайським мовами.

### Публікації книг і перекладів
1. Барбара Тейлор Маккаферті «Домашні жучки», вид. «Фантом-Прес», Москва, 1999
2. Барбара Тейлор Маккаферті «Шури-Мури», також там
3. Фенні Флегг "Смажені зелені помідори в кав'ярні «Полустанок», вид. «Текст», Москва, 2000, 2004, 2007, 2008, 2009. Вид. «Фантом-Прес», 2010
4. Роберт Пенн Воррен, роман «Нетрі» і розповіді, вид. «Бсг-Прес», Москва, 2001
5. Роберт Пенн Воррен, «Нетрі», вид. «ОЛМА-ПРЕСС», Москва, 2004; вид. «Астрель», 2010
6. Роберт Пенн Воррен, розповіді, журнал «Іноземна література» № 5, 2001
7. Ханіф Курейши, «Будда із передмістя», вид. «Іноземка», 2002
8. Валері Віндзор «Брехуха», вид. «Амфора», СПБ, 2004
9. «Веселий мамонт», книга перекладних віршів, ВАТ «Московські підручники», Москва, 2005
10. Вірші на CD-ROM у збірнику за назвою «Сучасна російська поезія», 6500 добутків, 2006
11. Амброз Бірс, «Словник циніка», вид. «Спецкнига», Москва, 2007
12. Діна Крупська, «Яблуко в кишені», вірші, вид. «Час», Москва, 2008
13. Енн Файн «Щоденник кота-убивці», «Повернення кота-убивці», вид. «Самокат», Москва, 2010
14. Вірші до казок Беатріс Поттер «Кролик Пітер і його друзі», вид. «Росмен», Москва, 2009; «Більша книга кролика Пітера», 2010; # «Кошеня Том і його друзі», 2011
15. Фенні Флегг «Дейзі Фей і чудеса», вид. «Фантом-Прес», 2009
16. Фэнні Флегг «Ласкаво просимо у світ, Маля!», вид. «Фантом-Прес», 2010. Фенні Флэгг «Я усе ще мрію про тебе…», вид. «Фантом-Прес», 2011
17. Перекладені вірші зі зборів казок Беатріс Поттер побачили світло у книзі «Казки Кролика Пітера», вид. «Родина й школа», 1994, і були використані в однойменному мультсеріалі на «Першому каналі» у 1996 році. Також увійшли до книги Беатріс Поттер, видані у «РОСМЭН-ПРЕСС», 2009
18. Окремі вірші й поетичні переклади ввійшли до збірників: Антологія «Англійська дитяча поезія», вид. «Терра», «Книга Різдва», вид. «Прем'єра», «Спокійної ночі», вид. «Розвиток», «Розвиваючі заняття з дітьми 3-4 років», вид. «ОЛМА Медіа Груп», «Більша книга нісенітниці» Едварда Ліра, вид. Івана Лімбаха
19. Публікації в газетах і журналах: «Аріон», «Праця», «Тиждень», «Сударушка», «Поле чудес», «Крокодил», «Юність», «Родина й школа», «Піонерська правда», «Бібігон», «Вулиця Сезам», «Родина», «Пампаси», «Кільце А», «Кукумбер», «Наша школа», «Різнобарвні дороги», «Туризм і відпочинок».
20. До спектаклю театру ім. Єрмолової «Пеппі Довга панчоха», 2007 рік, написано п'ять пісень.